# Rue de Verviers
La rue de Verviers est une artère liégeoise qui va du boulevard Émile de Laveleye à la place des Nations-Unies, dans le quartier des Vennes et Fétinne.

## Historique
La rue a été créée au début du XXe siècle lors des importants travaux d'aménagement de la rive droite de la Meuse, pour l'organisation de l'exposition universelle de 1905 et a pris le nom de rue de Verviers en 1909.

## Description
La rue plate et rectiligne d'une longueur d'environ 160 m possède des immeubles à appartements aux quatre coins de la rue et des immeubles d'habitation unifamiliale pour le reste de la rue. Tous les immeubles sont assez homogènes par leurs proportions ainsi que par leur période de construction autour des années 1930.

## Voies adjacentes
- Boulevard Émile de Laveleye
- Avenue Albert Mahiels
- Place des Nations-Unies
- Rue de Paris

## Architecture et urbanisme
Plusieurs immeubles présentent des éléments Art déco comme aux nos 33 et 37.